# Spencer Treat Clark
Spencer Treat Clark (New York, 24 settembre 1987) è un attore statunitense.

## Biografia
Nato e cresciuto a New York City, fratello dell'attrice Eliza Clark, comincia a lavorare nel mondo dello spettacolo quando aveva solo otto anni con i film per la televisione del 1995 Long Island Fever e It Was Him or Us. Dal 1995 al 1999 ha partecipato alla soap opera creata da Irna Phillips Destini con Anne Heche e Jane Krakowski, trasmessa in Italia su Rai Tre e Rai Due. Diventato adolescente, si iscrive alla scuola pubblica Taft School a Watertown, in Connecticut, ma continua a recitare apparendo in un episodio del 1999 di Squadra emergenza con Bobby Cannavale e non disdegnando il doppiaggio di cartoni animati come l'home video per bambini Christimans in Cartoontown del 1996.
Nel 2000 raggiunge la notorietà grazie alla sua interpretazione nei panni di Lucio, il figlio di Lucilla, nel film kolossal Il gladiatore.
Ha frequentato la Columbia University a New York dove ha studiato scienze politiche e economia.

## Riconoscimenti
- Nomination ai Young Artist Awards 2001: miglior attore giovane non protagonista per Il gladiatore

## Filmografia parziale

### Cinema
- Arlington Road - L'inganno (Arlington Road), regia di Mark Pellington (1999)
- Colpevole d'innocenza (Double Jeopardy), regia Bruce Beresford (1999)
- Il gladiatore (Gladiator), regia di Ridley Scott (2000)
- Unbreakable - Il predestinato (Unbreakable), regia di M. Night Shyamalan (2000)
- Mystic River, regia di Clint Eastwood (2003)
- Loverboy, regia di Kevin Bacon (2005)
- L'ultima casa a sinistra (The Last House on the Left), regia di Dennis Iliadis (2009)
- Much Ado About Nothing, regia di Joss Whedon (2012)
- The Last Exorcism - Liberaci dal male (The Last Exorcism Part II), regia di Ed Gass-Donnelly (2013)
- Cymbeline, regia di Michael Almereyda (2014)
- Ice Scream, regia di Roberto De Feo, Vito Palumbo (2014)
- The Town That Dreaded Sundown, regia di Alfonso Gomez-Rejon (2014)
- Glass, regia di M. Night Shyamalan (2019)
- Weird - La storia di Al Yankovic (Weird: The Al Yankovic Story), regia di Eric Appel (2022)
- Le notti di Salem (Salem's Lot), regia di Gary Dauberman (2024)

### Televisione
- The Good Wife – serie TV, 3 episodi (2009)
- Law & Order - Unità vittime speciali (Law & Order: Special Victims Unit) – serie TV, episodio 12x16 (2011)
- Agents of S.H.I.E.L.D. – serie TV, 4 episodi (2015-2016)
- Animal Kingdom – serie TV, 27 episodi (2016-2019)
- NCIS - Unità anticrimine (NCIS) – serie TV, episodio 14x13 (2017)
- Criminal Minds – serie TV, episodio 14x08 (2018)
- Le terrificanti avventure di Sabrina (Chilling Adventures of Sabrina) – serie TV, episodio 2x06 (2019)

## Doppiatori italiani
Nelle versioni in italiano delle opere in cui ha recitato, Spencer Treat Clark è stato doppiato da:
- Flavio Aquilone in Unbreakable - Il predestinato, The Closer, NCIS - Unità anticrimine, Glass
- Davide Perino in The Last Exorcism - Liberaci dal male
- Gabriele Patriarca ne Il gladiatore
- Emiliano Coltorti in Loverboy
- Fabrizio De Flaviis ne L'ultima casa a sinistra
- Alessio Puccio in The Good Wife
- Francesco De Marco in The Town That Dreaded Sundown
- Sacha De Toni in Mad Men
- Gabrele Marchingiglio in Animal Kingdom
- Jacopo Venturiero in Criminal Minds